# Gordon Lee
Pour les articles homonymes, voir Lee.
Gordon Lee, né le 13 juillet 1934 à Cannock (Angleterre) et mort le 8 mars 2022, est un footballeur anglais, qui évoluait au poste d'arrière latéral à Aston Villa. Après sa carrière de joueur, Lee est devenu entraîneur.

## Carrière de joueur
- 1955-1966 : Aston Villa
- 1966-1967 : Shrewsbury

## Palmarès

### Avec Aston Villa
- Vainqueur de la Coupe de la ligue anglaise de football en 1961.

## Carrière d'entraîneur
- 1968-1974 : Port Vale
- 1974-1975 : Blackburn Rovers
- 1975-1977 : Newcastle United
- 1977-1981 : Everton
- 1981-1983 : Preston North End
- 1991 : Leicester City

## Palmarès

### Avec les Blackburn Rovers
- Vainqueur du Championnat d'Angleterre de football D3 en 1975.

### Avec Newcastle United
- Finaliste de la Coupe de la ligue anglaise de football en 1976 et 1977.